# Langauer Bach (Thaya)
Der Langauer Bach (auch Größingbach bzw. Křeslický potok) ist ein rechter Zufluss zur Thaya nördlich bei Podhradí nad Dyjí in Tschechien.
Der Langauer Bach entspringt westlich von Langau und speist nach Passage des Ortes die Bergwerksseen, die im Tagbau durch die Bergbau-Betriebs-Gesellschaft ergraben wurden. Sodann überschreitet der Langauer Bach die Staatsgrenze nach Tschechien und fließt nach Šafov (Okres Znojmo), bildet zwischen Stálky und Starý Petřín die Gemeindegrenze und gelangt über Podhradí nad Dyjí zur Thaya, in die er von rechts einmündet. Sein Einzugsgebiet umfasst 36,4 km² in weitgehend offener Landschaft.
Der Name Größingbach bezieht sich auf die historische Ortslage Größing nördlich von Stálky, die letztmals im Jahr 1561 nachweisbar war und heute als Hof Größing (Tschechisch: Křeslík) aufscheint.